# Igaz Sámuel (lelkész)
Igaz Sámuel (1755 körül – Miskolc, 1829. december 30.) református lelkész-esperes.

## Élete
Tanult Sárospatakon, ahol a logikai osztály tanítója volt 1781-ben. A külföldi egyetemről visszatérvén 1786-ban Erdőbényén, 1790. február 21-től Sárospatakon és 1793-tól Miskolcon volt lelkész, ahol 1829 december végén meghalt. Az alsó-borsodi egyházmegye esperese is lett 1821-ben, mely hivataláról azonban, némely kellemetlen körülmények miatt 1826-ban lemondott. Halálát magas lázzal járó betegség okozta 74 éves korában.

## Munkája
- Halotti beszéd, melyet Molnár Sámuel, a gróf Aspermont család ügyeinek igazgatója felett elmondott. Miskolcz, 1814.